# 巨大怪獣ザルコー
『巨大怪獣ザルコー』（英語: Zarkorr! The Invader）は、 1996年に公開されたマイケル・ディークとアーロン・オズボーンによるのアメリカの特撮映画。

## キャスト
※括弧内は日本語吹き替え。
- トミー・ウォード - リス・ピュー（澤田石哲）
- ステファニー・マーティン博士 - サリー・クラーク<（原田うな）
- ジョージ・レイ - マーク・ハミルトン（本木GERU-C閣下）
- チャールズ・シュナイダー - アーサー（高橋剛）
- エリザベス・アンダーソン（本人役）（竹内美樹）
- ホーレス - カーク・Ｅ・ハンセン
- デビー・ダルバーソン -ディリーン・ネッソン（池田雪乃）
- スタン - スタン・チェンバース（なかむら たつひこ）